# 最後の家族
『最後の家族』（さいごのかぞく）は、村上龍の小説、およびそれを原作としたテレビドラマ。

## 小説
DVや引きこもりを含む家庭問題をテーマにした作品。2001年に幻冬舎より刊行されている。

## テレビドラマ
村上龍原作・脚本のテレビドラマとして2001年10月18日から12月13日までテレビ朝日木曜ドラマにて放映された。

### キャスト
- 内山家
  - 昭子：樋口可南子
  - 秀吉：赤井英和
  - 秀樹：吉沢悠
  - 知美：松浦亜弥
- 岡田浩暉
- 井上晴美
- 尾美としのり
- 梶原善
- 照英
- 古尾谷雅人
- 日向真帆
- あいはら友子
- 大島さと子
- 石橋蓮司　ほか

### テーマソング
主題歌
- 古内東子「IN MY LIFE」（ソニーレコード）

挿入歌
- 中川晃教「I say good-bye」

### スタッフ
- 脚本：村上龍
- 演出：小田切正明
- 音楽：H.GARDEN
- 企画：見城徹、黒田徹也
- プロデュース：高橋浩太郎、照喜名隆、布施等、石原正康
- 製作：テレビ朝日、ザ・ワークス

### サブタイトル
1. 直径十センチの希望
2. 私寂しそうに見える?
3. わたしとエッチしたい?
4. 夫が家を出ていった日…
5. 自信を持っていいんだよ
6. 妻の居場所…
7. もう、あなたに会えない
8. ひとりで生きていくこと
9. 笑ってる顔見ていたい

### 放映ネット局
- 系列局

テレビ朝日、北海道テレビ放送、青森朝日放送、岩手朝日テレビ、東日本放送、秋田朝日放送、山形テレビ、福島放送、新潟テレビ21、北陸朝日放送、長野朝日放送、静岡朝日テレビ、名古屋テレビ放送、朝日放送、瀬戸内海放送、広島ホームテレビ、山口朝日放送、愛媛朝日テレビ、九州朝日放送、長崎文化放送、熊本朝日放送、大分朝日放送、鹿児島放送、琉球朝日放送
- 系列外

これらの放送局は時差・遅れネットで放送された。

福井放送（日本テレビ系とのクロスネット）、山梨放送（日本テレビ系）、山陰放送（TBS系）、四国放送（日本テレビ系）、高知放送（日本テレビ系）、宮崎放送（TBS系）
| テレビ朝日系 木曜ドラマ                           | テレビ朝日系 木曜ドラマ                   | テレビ朝日系 木曜ドラマ            |
| 前番組                                            | 番組名                                    | 次番組                             |
| ------------------------------------------------- | ----------------------------------------- | ---------------------------------- |
| 氷点2001 （2001.7.12 - 2001.9.20） ※20:54 - 21:48 | 最後の家族 （2001.10.18 - 2001.12.13）    | 婚外恋愛 （2002.1.10 - 2002.3.14） |
| テレビ朝日 木曜20:54 - 21:00枠                    |                                           |                                    |
| 氷点2001 ※20:54 - 21:48                           | このあと最後の家族 【ここから予告番組枠】 | このあと婚外恋愛                   |
| テレビ朝日 木曜21:48 - 21:54枠                    |                                           |                                    |
| 世界の車窓から 【23:10に移動】                    | 最後の家族 【ここから再度木曜ドラマ枠】   | 婚外恋愛 ※21:00 - 21:54            |

| スタブアイコン | サブスタブ | この項目は、まだ閲覧者の調べものの参照としては役立たない、文学に関連した書きかけの項目です。この項目を加筆・訂正などしてくださる協力者を求めています（P:文学、PJ:ライトノベル）。項目が小説家・作家の場合には{Writer-substub}を、文学作品以外の本・雑誌の場合には{Book-substub}を貼り付けてください。 |